# Michael McMahon
Michael E. McMahon, född 12 september 1957 i New York, är en amerikansk demokratisk politiker. Han representerade delstaten New Yorks trettonde distrikt i USA:s representanthus 2009–2011. McMahon representerade hela Staten Island och delar av Brooklyn.
McMahon gick i skola i Monsignor Farrell High School på Staten Island. Han utexaminerades 1980 från New York University. Han studerade sedan vidare vid Ruprecht-Karls-Universität Heidelberg och avlade 1985 juristexamen vid New York University Law School. Han var därefter verksam som advokat.
Kongressledamoten Vito Fossella kandiderade inte till omval i kongressvalet 2008. McMahon vann valet och efterträdde Fossella i representanthuset i januari 2009. I mellanårsvalet 2010 ställde McMahon upp för omval men fick se sig besegrad av republikanen Michael Grimm.
McMahon är katolik av irländsk härkomst. Han är gift med Judith Novellino McMahon och har två barn.